# 멜론 주스 (노래)
〈멜론 주스〉(メロンジュース 메론쥬스[*])는 HKT48의 2번째 싱글이다.

## 개요
전작 〈좋아! 좋아! 스킵!〉으로부터 약 6개월 만의 싱글이다.
캐치프레이즈는, 〈큰 목소리로 외치는 거야! 멜론 주스!〉.

## 수록곡

### Type-A
자켓 사진 (표지):코다마 하루카·사시하라 리노·무라시게 안나·모토무라 아오이·오카다 칸나·타시마 메루·토모나가 미오
자켓 사진 (뒷면):〈멜론 주스〉 선발 멤버 16명
CD
1. メロンジュース / 멜론 주스
(작사: 아키모토 야스시 / 작곡·편곡: 이노우에 요시마사)
2. そこで何を考えるか? / 거기서 무엇을 생각할까?
(작사: 아키모토 야스시 / 작곡: 사카이 야스오 / 편곡: 시미즈 텟페이)
3. 希望の海流 / 희망의 해류 - 아마쿠치 히메
(작사: 아키모토 야스시 / 작곡: 야마가미 유 / 편곡: 노나카 “마사” 유이치)
4. メロンジュース off vocal ver.
5. そこで何を考えるか? off vocal ver.
6. 希望の海流 off vocal ver.

DVD
1. メロンジュース Music Video
2. 希望の海流 Music Video
3. 특전 영상 〈여름방학 자유 연구 발표〉
아나이 치히로, 우에키 나오, 오오타 아이카, 쿠마자와 세리나, 코다마 하루카, 아키요시 유카, 아베 쿄카, 이토 라이라, 이노우에 유리아, 이마다 미나, 이와하나 시노, 우이 마시로, 우에노 하루카

### Type-B
자켓 사진 (표지):코다마 하루카·사시하라 리노·마츠오카 나츠미·미야와키 사쿠라·모리야스 마도카·타시마 메루·토모나가 미오·후치가미 마이
자켓 사진 (뒷면):〈멜론 주스〉 선발 멤버 16명
CD
1. メロンジュース / 멜론 주스
2. そこで何を考えるか? / 거기서 무엇을 생각할까?
3. 泥のメトロノーム / 흙탕물의 메트로놈 - 우마쿠치 히메
(작사: 아키모토 야스시 / 작곡: 타치바나 히토미 / 편곡: 사사키 유)
4. メロンジュース off vocal ver.
5. そこで何を考えるか? off vocal ver.
6. 泥のメトロノーム off vocal ver.

DVD
1. メロンジュース Music Video
2. 泥のメトロノーム Music Video
3. 특전 영상 〈여름방학 자유 연구 발표〉
사시하라 리노, 시모노 유키, 타나카 나츠미, 나카니시 치요리, 마츠오카 나츠미, 우메모토 이즈미, 오카다 칸나, 오카모토 나오코, 쿠사바 마나미, 코지나 유이, 고토 이즈미, 코마다 히로카, 사카구치 리코

### Type-C
자켓 사진 (표지):아나이 치히로·오오타 아이카·미야와키 사쿠라·아키요시 유카·오카모토 나오코·타시마 메루·타니 마리카·토모나가 미오
CD
1. メロンジュース / 멜론 주스
2. そこで何を考えるか? / 거기서 무엇을 생각할까?
3. 波音のオルゴール / 파도소리 오르골
(작사: 아키모토 야스시 / 작곡: 후쿠다 타카노리 / 편곡: SHIKI)
4. メロンジュース off vocal ver.
5. そこで何を考えるか? off vocal ver.
6. 波音のオルゴール off vocal ver.

DVD
1. メロンジュース Music Video
2. メロンジュース Making Video
3. 특전 영상 〈여름방학 자유 연구 발표〉
미야와키 사쿠라, 무라시게 안나, 모토무라 아오이, 모리야스 마도카, 와카타베 하루카, 타시마 메루, 타나카 유카, 타니 마리카, 토미요시 아스카, 토모나가 미오, 후카가와 마이코, 후치가미 마이, 야마다 마리나

### 극장반
자켓 사진 (표지):타시마 메루·토모나가 미오
CD
1. メロンジュース / 멜론 주스
2. そこで何を考えるか? / 거기서 무엇을 생각할까?
3. 天文部の事情 / 천문부의 사정
(작사: 아키모토 야스시 / 작곡: 후사오 / 편곡: 와카타베 마코토)
4. メロンジュース off vocal ver.
5. そこで何を考えるか? off vocal ver.
6. 天文部の事情 off vocal ver.

## 선발 멤버
소속 팀은 발매일 시점

### 멜론 주스
(센터:타시마 메루, 토모나가 미오)
- 팀H: 아나이 치히로, 오오타 아이카, 코다마 하루카, 사시하라 리노, 마츠오카 나츠미, 미야와키 사쿠라, 무라시게 안나, 모토무라 아오이, 모리야스 마도카
- 연구생: 타시마 메루, 토모나가 미오, 후치가미 마이, 아키요시 유카, 오카다 칸나, 타니 마리카